# 마르쿠스 슈미트 (루지 선수)
마르쿠스 슈미트(독일어: Markus Schmidt, 1968년 10월 23일~)는 오스트리아의 루지 선수, 지도자, 체육행정인이다. 1992년 동계 올림픽 남자 1인승 동메달을 획득했으며 세계 선수권 대회에서 금메달 1개, 은메달 1개, 유럽 선수권 대회에서 은메달 2개, 동메달 2개를 획득했다.
현역 은퇴 후 루지 지도자, 체육행정인으로 일하고 있으며 오스트리아 루지 연맹 부회장을 역임했다.